# Odengatan
Odengatan est une rue des quartiers de Vasastan et Östermalm à Stockholm en Suède,.

## Situation
Odengatan est une rue des quartiers Vasastaden et Östermalm du centre-ville de Stockholm, allant de la gare Östra à Valhallavägen, en passant par la bibliothèque municipale, l'église Gustave Vasa, Odenplan et Vasaparken, jusqu'à Sankt Eriksplan. 
La rue mesure environ 30 mètres de large et 1850 mètres de long.

## Bâtiments de la rue
| N°    | Nom                                | Image | Réf. |
| ----- | ---------------------------------- | ----- | ---- |
| 1     | Tofslärkan 8                       |       |      |
| 3     | Tofslärkan 7                       |       |      |
| 5     | Tofslärkan 6                       |       |      |
| 7     | Tofslärkan 5                       |       |      |
| 9     | Tofslärkan 4                       |       |      |
| 11    | Tofslärkan 3                       |       |      |
| 13    | Tofslärkan 2                       |       |      |
| 15    | Flugsnapparen 2                    |       |      |
| 19    | Lövsångaren 4                      |       |      |
| 20    | Cathédrale Saint-George            |       |      |
| 21    | Lövsångaren 3                      |       |      |
| 23    | Lövsångaren 2                      |       |      |
| 27    | Lindquists konditori               |       |      |
| 37-39 | Carl Wilhelmsons målarskola        |       |      |
| 51    | Bibliothèque publique de Stockholm |       |      |
| 59    | Annexe Bibliothèque                |       |      |
| 64–66 | Église Gustave Vasa                |       |      |
| 69    | Läkarhuset Odenplan                |       |      |
| 79–81 | Hyvénska varuhuset                 |       |      |
| 80–82 | Vasa högre flickskola              |       |      |

## Transports en commun
Les lignes de bus 2, 4, 6, 50, 61, 67, 515 et 516 desservent l'arrêt Stadsbiblioteket à l'intersection Sveavägen/Odengatan.

## Galerie

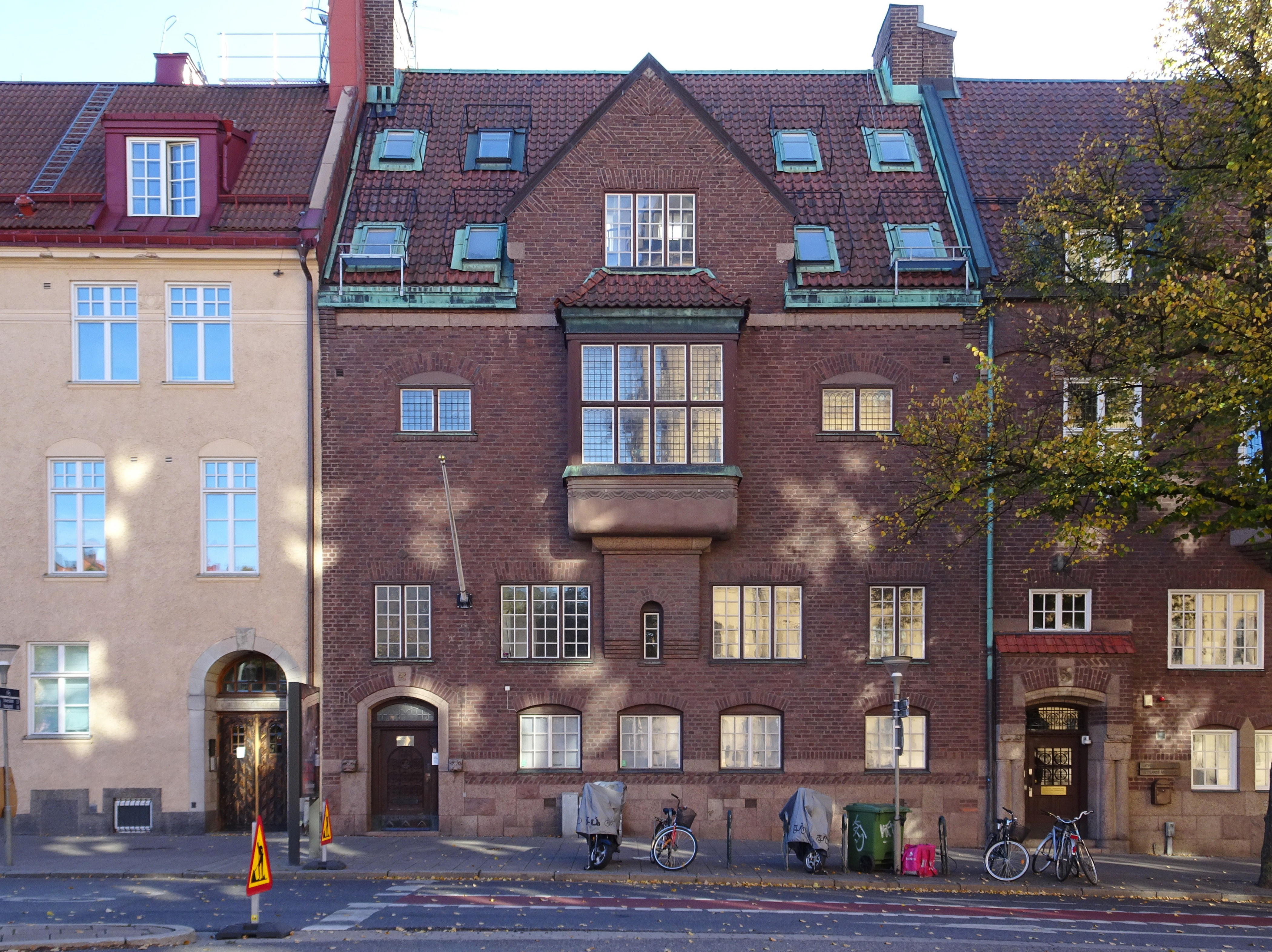
Odengatan 3, octobre 2022.
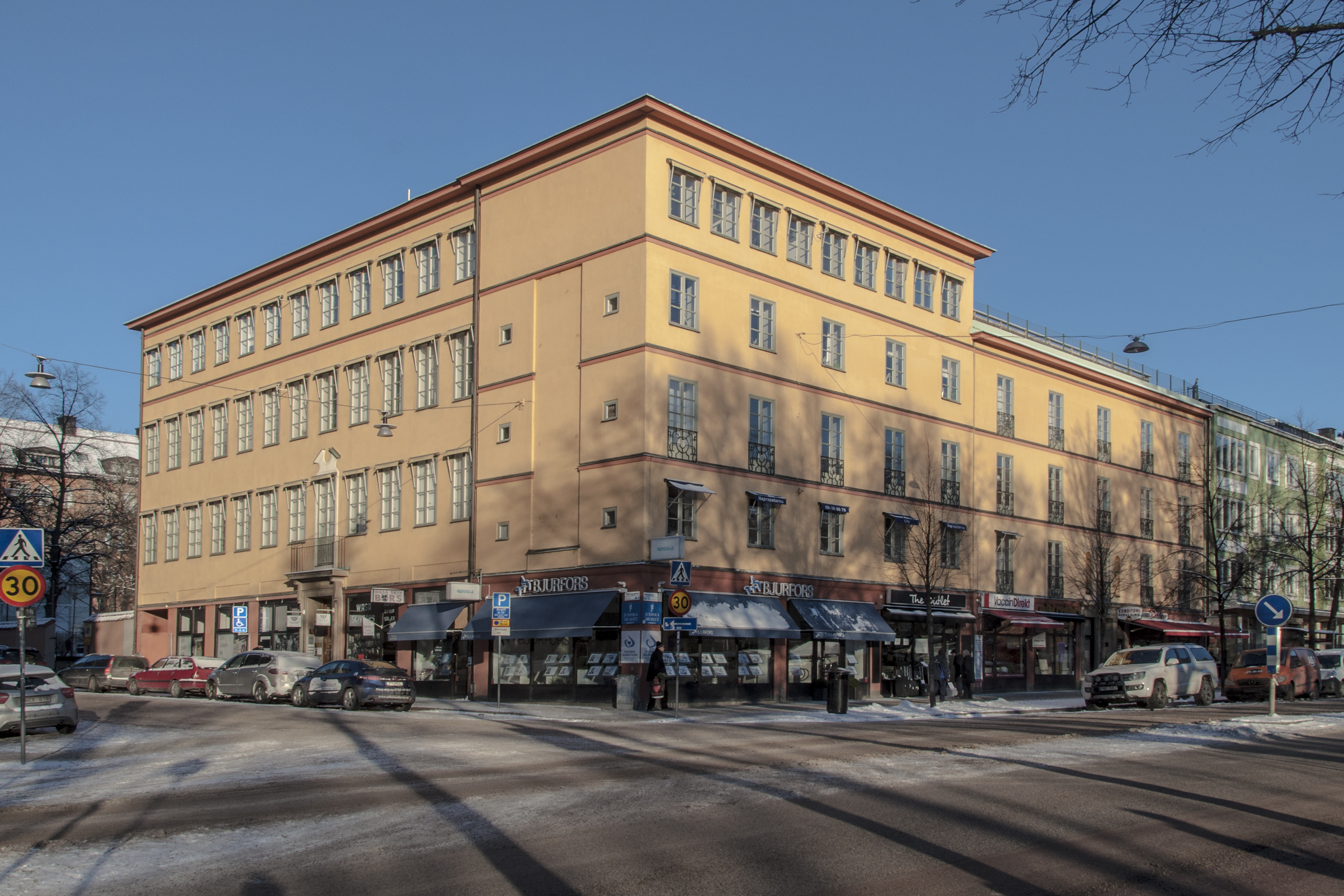
Vasa högre flickskola.
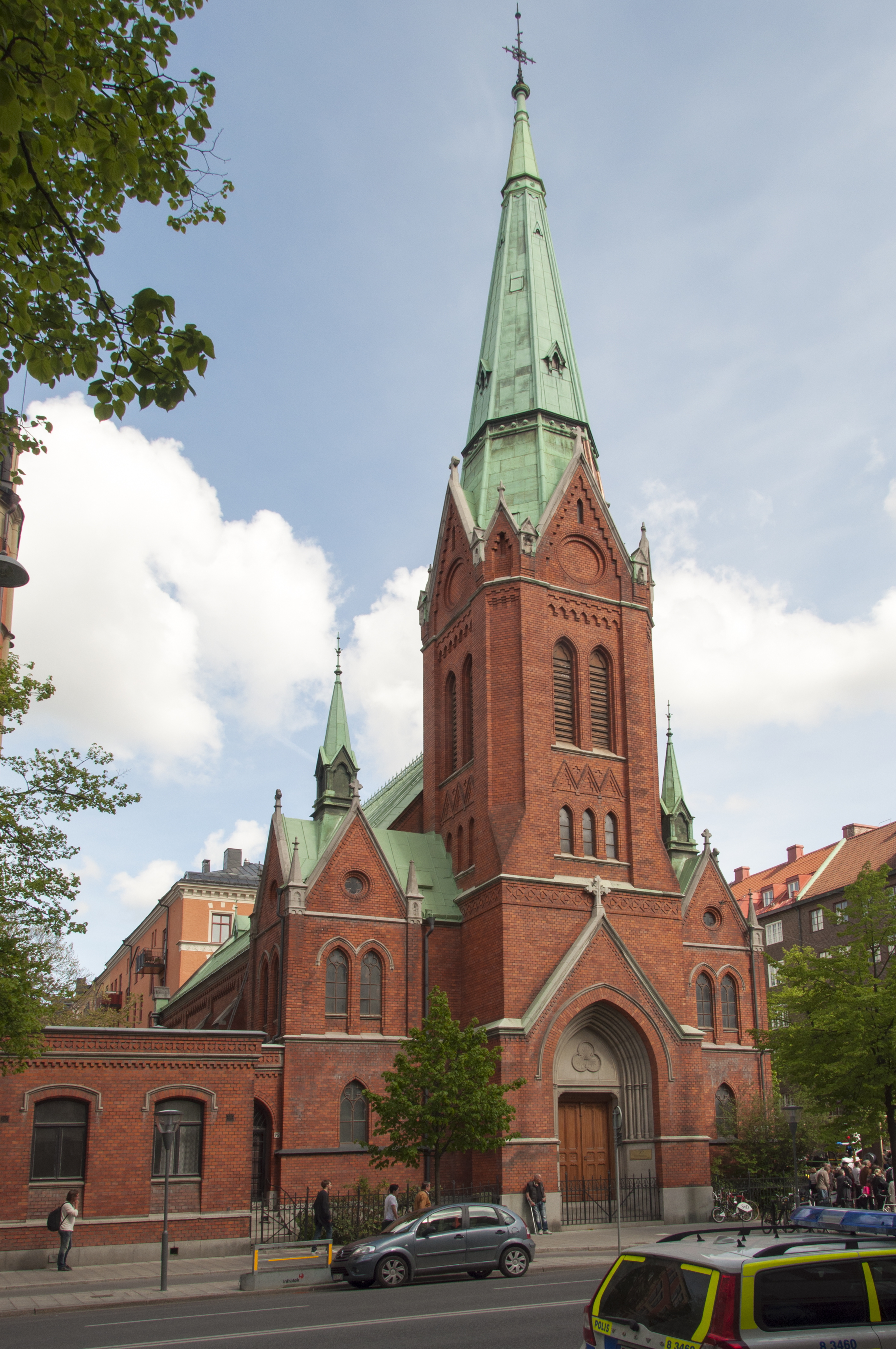
Cathédrale Saint-George

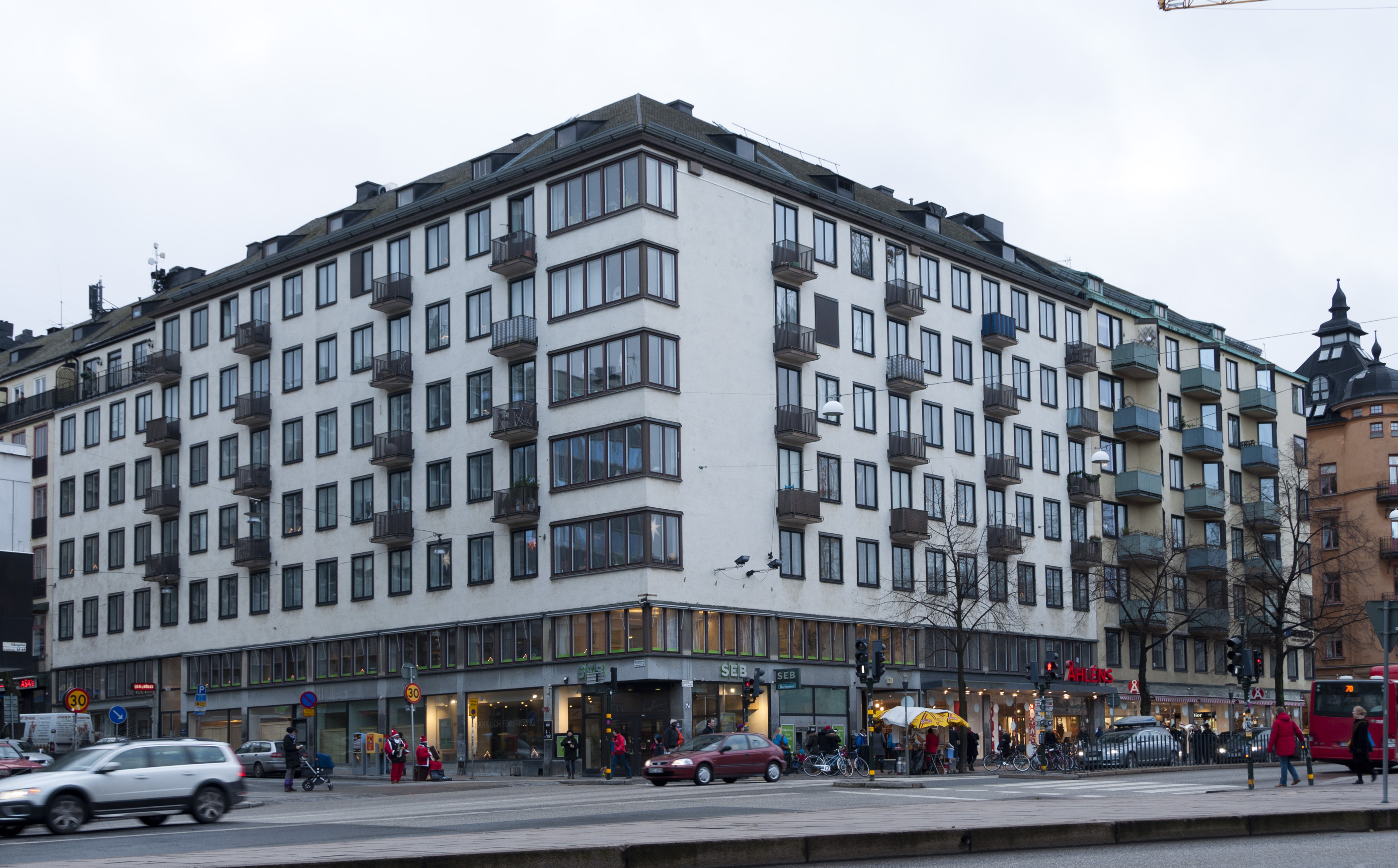
Adlern Mindre 34, Odengatan 71, Nortullsgatan 17.
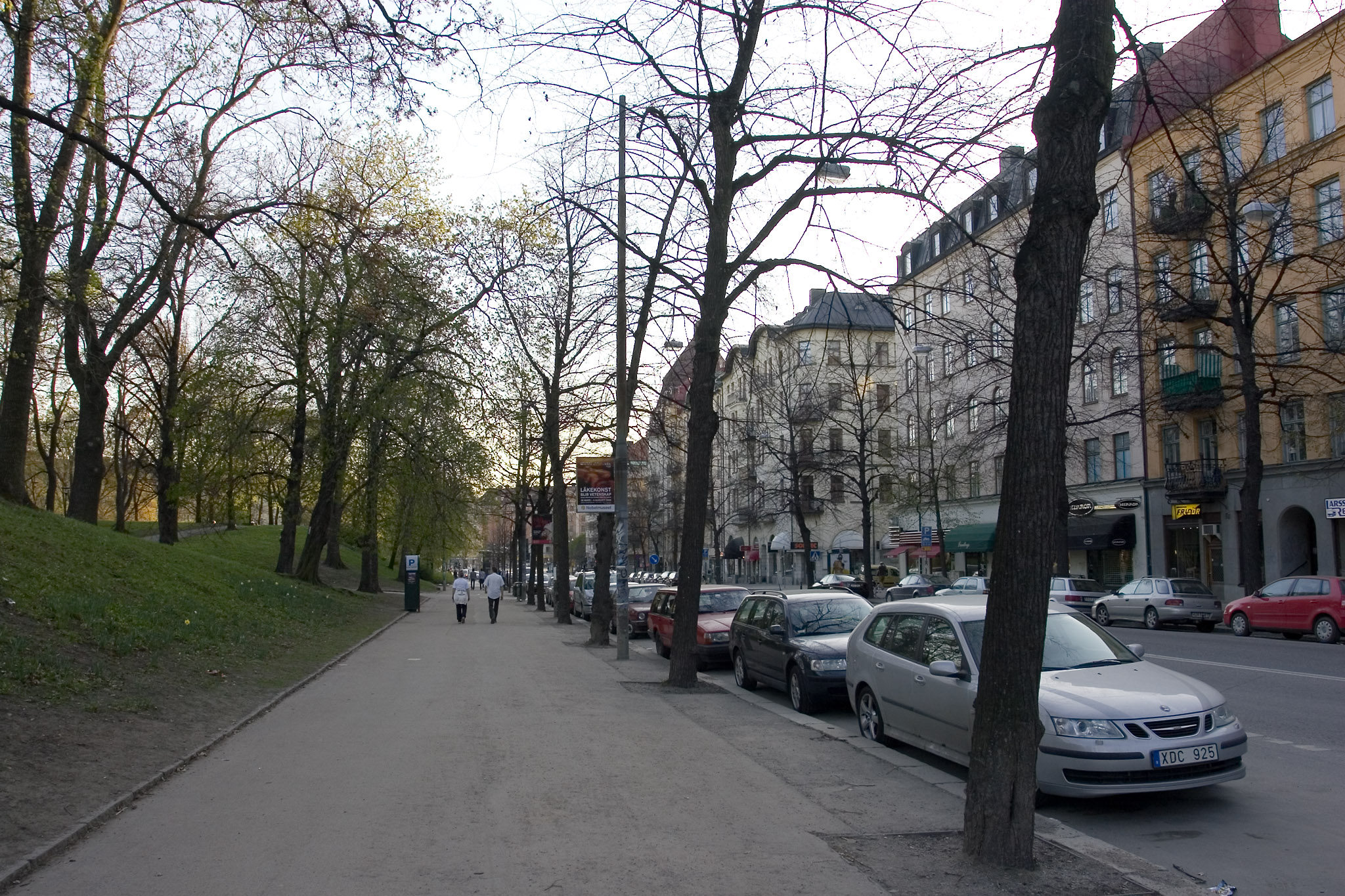
Odengatan.
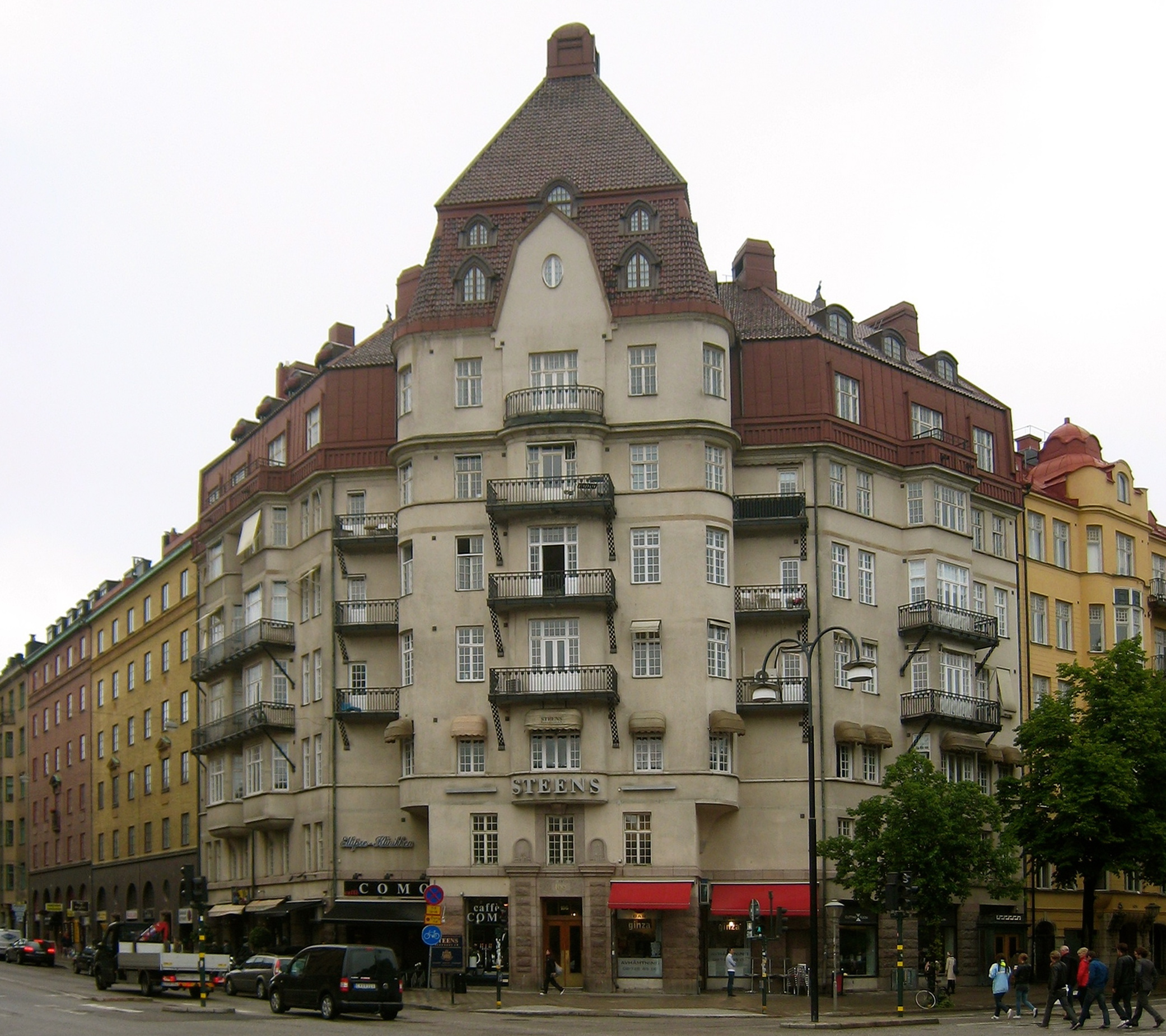
Odengatan 106.